# 1853

## Събития
- 16 октомври: Начало на Кримската война Война между Русия и Османската империя. Русия губи войната и изпада в положение на тежка криза.

## Родени
- Антони Пьотровски, полски художник
- Илия Луканов, български революционер
- Йозеф Обербауер, австрийски художник
- Карол Телбиз, австро-унгарски общественик
- Хенри ван Дайк, писател
- 11 януари – Густав Фалке, немски писател († 1916 г.)
- 19 януари – Иван Салабашев, български политик
- 20 януари – Стефан Бобчев, български общественик, държавник и публицист
- 28 януари – Владимир Соловьов, руски философ
- 8 февруари – Георги Агура, Български офицер (генерал)
- 16 март – Хайнрих Кайзер, германски физик
- 30 март – Винсент ван Гог, холандски художник
- 7 април – Леополд, херцог на Олбани, син на кралица Виктория († 1884)
- 17 април – Уилям Джон Макгий, американски геолог
- 8 май – Клод Луи Ектор дьо Вилар, френски офицер
- 15 юли – Мария Ермолова, руска актриса
- 18 юли – Хендрик Лоренц, нидерландски физик
- 12 август – Стоян Заимов, български революционер и възрожденец
- 2 септември – Вилхелм Оствалд, немски химик, нобелов лауреат (1909)
- 14 септември – Марк-Емил Руше, швейцарски политик
- 16 септември – Албрехт Косел, немски лекар, нобелов лауреат
- 23 септември – Константин Стоилов, български политик
- 4 октомври – Стефан Панаретов, български учен, дипломат и политик
- 17 октомври – Мария Александровна Сакскобургготска, херцогиня на Единбург

## Починали
- 13 април – Леополд Гмелин, немски химик
- 28 април – Лудвиг Тик, немски поет
- 11 май – Никита Бичурин, руски китаист
- 14 юни – Захарий Зограф, български художник
- 8 август – Хьоне Вронски, полски философ и математик
- 2 октомври – Франсоа Араго, френски физик и политик
- 18 октомври – Йохан Фишер фон Валдхайм, германски зоолог

Вижте също:
- календара за тази година